# Smerinthus ophthalmica
Smerinthus ophthalmica är en fjärilsart som beskrevs av Jean Baptiste Boisduval 1855. Smerinthus ophthalmica ingår i släktet Smerinthus och familjen svärmare. Inga underarter finns listade i Catalogue of Life.

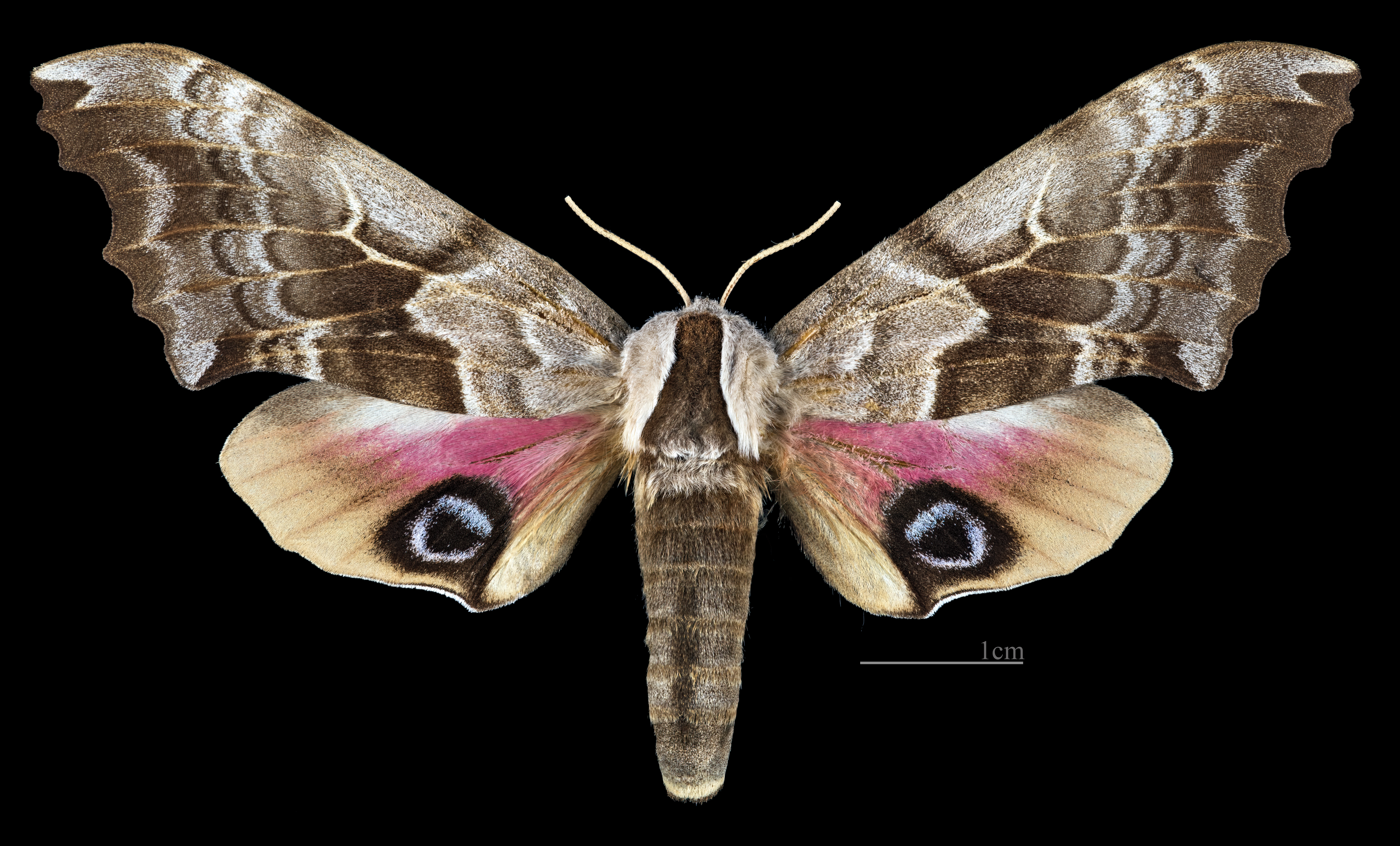
Smerinthus ophthalmica ♀
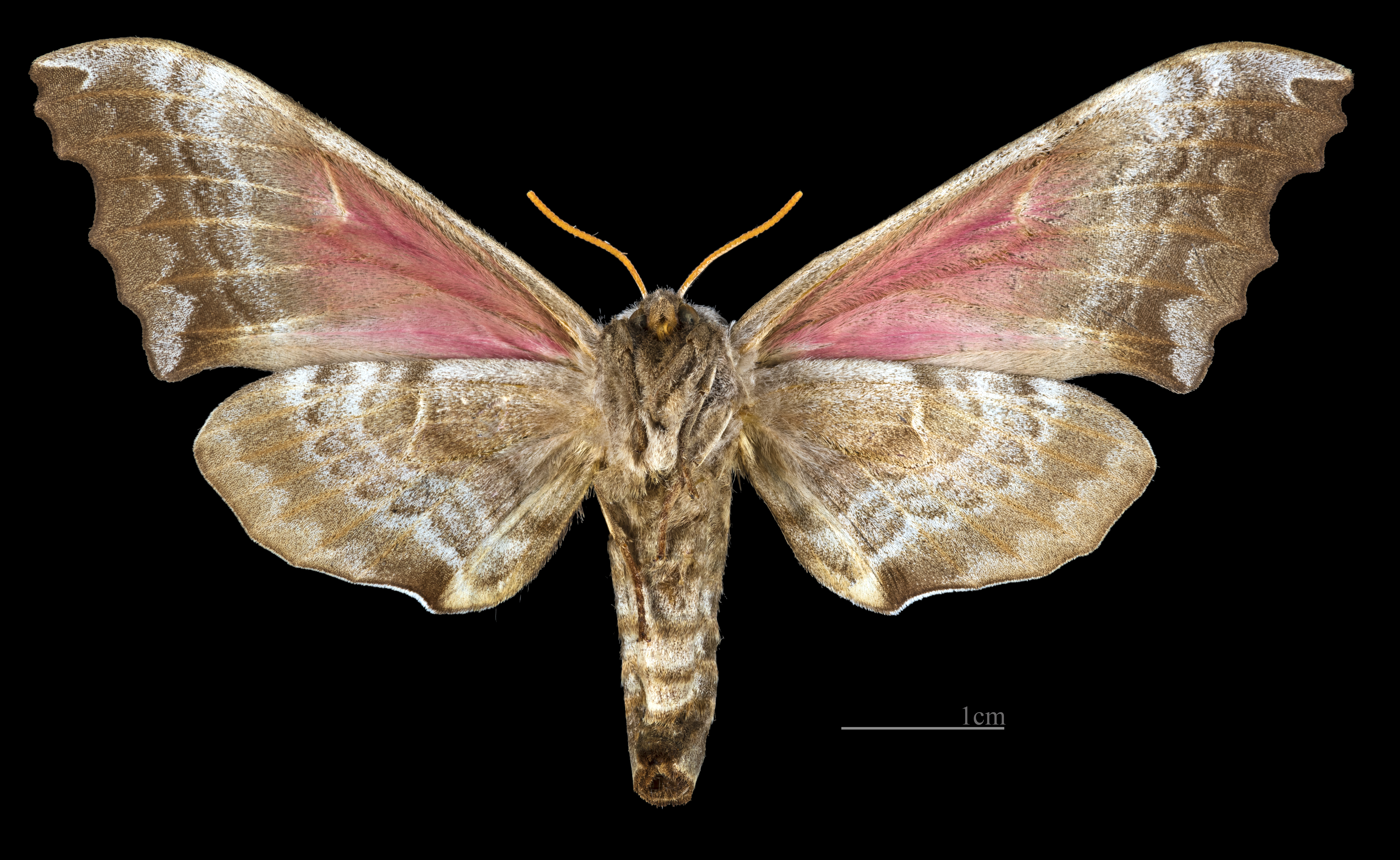
Smerinthus ophthalmica♀ △